# لويس مانويل بيريرا
لويس مانويل بيريرا (25 يونيو 1981 ببراغا في البرتغال - ) هو لاعب كرة قدم برتغالي في مركز الوسط. لعب مع نادي جل فيسنتي ونادي ليتشويس وناسيونال ماديرا ويو دي ليريا ونادي ديبورتيفو داس أيفيس ونادي فيزيلا وديبورتيفا دي لوسادا ‏ وG.D. Joane ‏ وS.C. Braga B ‏ وVilaverdense FC ‏.

## وصلات خارجية
- لويس مانويل بيريرا على موقع قاعدة بيانات كرة القدم.إي يو (الإنجليزية)
- لويس مانويل بيريرا على موقع Soccerway.com (الإنجليزية)